# Хуцинь

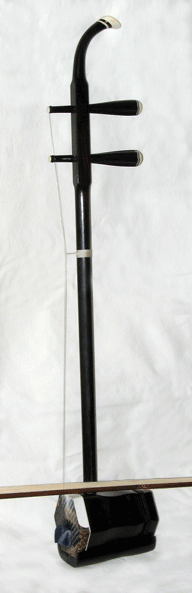
Эрху — один из наиболее распространённых видов хуциня

Хуци́нь (кит. 胡琴, пиньинь húqin) — китайский смычковый музыкальный инструмент.

## История
Предположительно, смычковые струнные инструменты начали приобретать популярность в Китае с середины VIII века. Вероятно, одной из первых разновидностей хуциня был распространённый в то время среди народа Си сицинь, который постепенно набирал популярность и среди хань. Первое упоминание названия «хуцинь» относится ко временам империи Сун (X—XIII вв.). Так уже в XI веке путешественник Шэнь Ко в одном из своих стихотворений описывает жалобные звуки хуциня, на котором играли смычком из волоса из хвоста лошади военнопленные китайцев из Центральной Азии.
В XVII веке для аккомпанирования куньшаньской опере получила популярность такая разновидность хуциня, как тицинь.
На сегодняшний день самыми популярными инструментами семейства хуциня стали эрху, цзинху, сыху, гаоху и баньху, при этом всего разновидностей этого инструмента в Китае насчитывается несколько десятков.

## Описание
Обычно хуцинь состоит из круглого, шести- или восьмиугольного корпуса и прикрепленного к нему грифа. У большинства разновидностей хуциня две струны (хотя бывает и три, и четыре), и два настроечных колка, а дека изготавливается из змеиной кожи или тонкого дерева. Для смычка обычно используется конский волос из хвоста лошади.
В XX веке также традиционные шёлковые струны стали сменяться на обвитые нейлоном стальные, что внесло изменение в звучание инструментов.
Схожие по конструкции инструменты используются и в соседних с Китаем странах: Монголии, Корее, Японии, Вьетнаме, Таиланде, Лаосе и Камбодже.